# Jordan Peterson
Jordan Bernt Peterson, kanadski profesor, klinični psiholog, pisec, politični komentator in internetna osebnost, * 12. junij 1962, Edmonton, Kanada.
Peterson je pozornost širše javnosti pritegnil zaradi pogledov na družbena in politična vprašanja, v medijih pogosto označena kot konservativna.
Slovenijo je obiskal že v času Jugoslavije in nato novembra 2018 na povabilo založbe Družina. V okviru turneje za svojo zadnjo knjigo se je v Ljubljano vrnil junija 2022. Aprila 2019 je imel debato s Slavojem Žižkom, govorila sta o veselju v marksizmu in kapitalizmu.
Peterson je avtor ali soavtor več kot sto akademskih člankov, širši javnosti pa poznan po spletnih objavah, intervjujih in knjigah, ki jih je v slovenščino prevedel Niki Neubauer.

## Življenje in delo
Po študiju politologije in psihologije na Univerzi v Alberti in doktoratu iz klinične psihologije na McGillski univerzi se je študijsko izpopolnjeval na Harvardu. Nato se je 1988 vrnil v Kanado in zasedel mesto profesorja na Univerzi v Torontu. 1999 je objavil svojo prvo knjigo, Zemljevidi pomena, v kateri s prepletom psihologije, mitologije, religije, literature, filozofije in nevroznanosti  preučuje sisteme verovanj in smisla.
Z univerzitetnimi kolegi je 2005 oblikoval spletni program samopomoči Self-Authoring Suite, ki skuša uporabniku pomagati prepoznati osebne pomanjkljivosti in vrline ter načrtovati načrte za prihodnost. Rezultati različnih izobraževalnih ustanov so pokazali, da so se šolske ocene udeležencev programa znatno izboljšale.
2016 je na YouTubu objavil vrsto posnetkov, v katerih nasprotuje kanadskemu zakonu Bill C-16, ki prepoveduje diskriminacijo na podlagi spolne identitete ali izraza. Peterson je ob kritiki politične korektnosti in identitetne politike trdil, da zakon vsiljuje uporabo določenih osebnih zaimkov.
Za tem so njegova predavanja in pogovori, zlasti prek digitalnih medijev, dosegli na milijone ogledov. Posebej uspešen je cikel predavanj o Psihološkem pomenu svetopisemskih zgodb, v katerih preučuje arhetipske vzorce, relevantne za osebno, družbeno in kulturno stanovitnost. Svoje klinične in predavateljske obveznosti je opustil 2018 po objavi druge knjige, 12 pravil za življenje: protistrup za kaos, ki je v številnih državah postala knjižna uspešnica.
Njegovo delo je bilo 2019 in 2020 zaradi zdravstvenih težav, povezanih z benzodiazepinskim odtegnitvenim sindromom, ustavljeno. Z javnim delovanjem in objavljanjem je začel 2021, ko je objavil svojo tretjo knjigo, Onkraj reda: še 12 pravil za življenje.

## Dela
- Zemljevidi pomena: arhitektura prepričanj – 1999; prevod 2021 (COBISS)
- 12 pravil za življenje: protistrup za kaos – 2018; prevod 2018 (COBISS)
- Okraj reda: še 12 pravil za življenje – 2021; prevod 2021 (COBISS)